# مويسيس (أسقف أوسيم)
مويسيس كان أسقفا قبطيا على أوسيم في الجيزة من نحو 735 إلى 767 بعدا. كان رجلاً مؤثراً في الكنيسة في مصر الإسلامية. تحتفل الكنيسة القبطية بذكرى نياحته يوم 11 مسرى كما هو مسجل في السنكسار.

## حياته
كان مويسيس راهبًا قبل أن يصبح أسقفًا. كان سلفه جمول أسقفًا حوالي عام 728 وخلفه مويسيس حوالي عام 735. وكان من اصدقاء البطريرك خائيل الأول. في عام 743 كان هناك شقاق بين أساقفة الوجه البحري وكهنة الإسكندرية وبين أساقفة الوجه القبلي في انتخاب بطريرك جديد للإسكندرية، نجح مويسيس في تقديم خائيل الأول كحل وسط. من المحتمل أن نفوذه نابع جزئياً من قربه من الحكومة المصرية في الفسطاط.

## السجن
سجن مويسيس مرارًا وتكرارًا لرفضه دفع ضرائب جديدة مفروضة على الأراضي الكنسية. خلال الثورة ضد الحكم الأموي (747-750)، تم استدعاء مويسيس، (الرجل المسن) وخائيل الأول أمام الخليفة الأموي مروان الثاني. وفقًا ليوحنا الشماس، تعرض مويسيس للضرب المبرح، لكنه شكر الله لأنه وجد مستحقًا أن يتألم من أجل الكنيسة. كان يوحنا، الذي كتب القسم الثاني من تاريخ بطاركة الإسكندرية، تلميذًا روحيًا لمويسيس.

## حياته الرهبانية
دافع مويسيس عن الكنيسة القبطية ضد تعديات حكام مصر المسلمين. في عهد العباسيين الذين حلوا محل الأمويين. عام 750، زار مويسيس الفسطاط عدة مرات للمطالبة بإعفاء ضريبي على أراضي الكنائس. وأستطاع أقناع الوالي العباسي أبو عون بمعاملة الأقباط معاملة حسنة عندما توسط بناء على طلب الوالي بالصلاة فارتفعت مياه النيل ثلاث أذرع. في وقت متأخر من رئاسة خائيل الأول، نجح مويسيس في إعادة بعض الميليتيين إلى الكنيسة، من بقايا انشقاق من القرن الرابع. في عهد البطريرك مينا الأول (767-774)، حارب مويسيس للحفاظ على الأماكن المقدسة المسيحية. كما كتب رسالة إلى البطريرك مينا الأول وجميع مسيحيي الإسكندرية يحثهم فيها على حفظ يوم الرب.
كان مويسيس موقرا في عصره لتمتعه بموهبة صنع الآيات والعجائب وشفاء الأمراض كما أُعطي موهبة النبوة التي عزَّت زملائه أثناء فترات سجنه. عمل على حفظ السلام بين الأقباط والملكيين في الإسكندرية.